# Gertrud som detektiv
Gertrud som detektiv er en dansk børnefilm fra 1985 med instruktion og manuskript af Leif Larsen.

## Handling
Kænguruen Gertrud forlader den zoologiske have for at lede efter elefanten, som er blevet bortført om natten. Hvad politiet ikke kan, klarer Gertrud, der finder elefanten i et cirkus og fører den sikkert tilbage.